# Homalium patoklaense
Espèce
Statut de conservation UICN

 VU B1+2c : Vulnérable
Homalium patoklaense est une espèce de plantes à fleurs de la famille des Salicaceae trouvée en Côte d'Ivoire et au Gabon.

## Publication originale
- La flore forestiere de la Cote d'Ivoire 3: 18, t. 249. 1936.